# 福佑路 (上海)
福佑路是中国上海市黄浦区南部（原南市区）的一条街道，东西走向。东起人民路，西至旧仓街。全长919米，宽5.2米到16.5米。
福佑路修筑于1906年，系填黑桥浜修筑而成，得名于黑桥浜的福佑桥。新民晚報認為是得名於天后的封號。福佑路亦曾用名穿心街。福佑路临近豫园，是一处小商品市场。该路有一座清真寺。

## 交会道路（东向西）
- 人民路
- 丹凤路
- 安仁街
- 福民街、豫园老街
- 豫园新路
- 丽水路、旧校场路
- 侯家路
- 河南南路
- 长生街
- 旧仓街